# 平嶋裕輔
平嶋 裕輔（ひらしま ゆうすけ、1986年5月31日 - ）は、山梨県出身のサッカー指導者。

## 来歴
2009年、筑波大学蹴球部で指導者のキャリアをスタートさせた。2012年4月には、U-14北マリアナ諸島代表のGKコーチとしてAFC U-14フェスティバルに帯同した。
2014年より、カマタマーレ讃岐のGKコーチに就任したが、契約満了により2016年シーズンをもって退任。

## 所属クラブ
- 山梨県立韮崎高等学校
- 宇都宮大学

## 指導歴
- 2009年 筑波大学蹴球部 コーチ
- 2009年 - 2011年 宇都宮大学サッカー部 コーチ
- 2011年・2012年 栃木SCレディース コーチ
- 2012年4月  U-14北マリアナ諸島代表 GKコーチ
- 2012年 - 2013年 筑波大学蹴球部
  - 2012年 コーチ
  - 2013年 GKコーチ
- 2014年 - 2016年  カマタマーレ讃岐 GKコーチ